# Edward Kujawa
Edward Kujawa (ur. 3 lipca 1949 w Łodzi) – polski waterpolista (na pozycji bramkarza) i trener piłki wodnej.

## Kariera
Wychowanek i były bramkarz drużyny piłki wodnej Anilana Łódź (1965-1967), następnie występował w Legii Warszawa (1968-1970), aby powrócić do Anilany w latach 1971–1978. Karierę zakończył w Danii w klubie KFUM Kopenhaga (1979-1980).
Jako zawodnik z Legią Warszawa zdobył wicemistrzostwo Polski (1969) i sukces ten powtórzył także dwukrotnie w barwach Anilany Łódź (1972, 1975).
W latach 1968–1976 występował w reprezentacji Polski w piłce wodnej.
Obecny trener Łódzkiego Sportowego Towarzystwa Waterpolowego, z którym zdobył 20 tytułów mistrza Polski (4 jako Anilana Łódź) oraz 16 razy Puchar Polski. Razem z łódzką drużyną brał udział w kwalifikacjach Ligi Mistrzów i LEN Trophy oraz Carpathian i Nordic League. W 2019 roku drużyna AZS Politechnika Łódzka oparta na zawodnikach studentach ŁSTW, prowadzona przez trenerów Edwarda Kujawę i Grzegorza Gruszeckiego wywalczyła historyczny złoty medal i tytuł Akademickiego Mistrza Europy w Koprze (Słowenia).
Wieloletni selekcjoner reprezentacji Polski w piłce wodnej mężczyzn.

## Działalność pozasportowa
Założyciel grupy edukacyjnej QED Edukacja zrzeszającej pięć placówek na terenie Łodzi: Wyższą Szkołę Kosmetyki i Nauk o Zdrowiu, Publiczną Policealną Szkołę Kosmetyczną, Technikum Administracyjno-Usługowe w Łodzi, Policealną Szkołę Medyczną oraz Akademickie Liceum Ogólnokształcące. W Wyższej Szkole Kosmetyki i Nauk o Zdrowiu w Łodzi pełni funkcję kanclerza uczelni.